# Landtagswahlkreis Recklinghausen I
Der Landtagswahlkreis Recklinghausen I ist ein Landtagswahlkreis in Nordrhein-Westfalen. Er umfasst seit 2022 die Städte Recklinghausen und Oer-Erkenschwick im Kreis Recklinghausen.

## Geschichte
Von 1980 bis 1995 umfasste der Wahlkreis Recklinghausen I noch die Gemeinden Dorsten und Herten sowie den Stadtteil Polsum der Stadt Marl, später wurde ds Gebiet der Stadt Dorsten aufgeteilt. Recklinghausen wurde damals vom Wahlkreis Recklinghausen V abgedeckt, Oer-Erkenschwick gehörte zum Wahlkreis Recklinghausen III, dem 1990 Teile der Stadt Dorsten zugeschlagen wurden. Seit der Wahl 2000 bildete Recklinghausen den Wahlkreis Recklinghausen I, Oer-Erkenschwick zählte zum Wahlkreis Recklinghausen IV.

## 2022
Wahlberechtigt waren 106.948 Einwohner, die Wahlbeteiligung betrug 51,8 Prozent.
| Direktkandidat   | Partei | Erststimmen in % | Zweitstimmen in % |
| ---------------- | ------ | ---------------- | ----------------- |
| Anna Kavena      | SPD    | 39,9             | 33,2              |
| Marita Bergmaier | CDU    | 30,2             | 32,4              |
| Jan Matzoll      | GRÜNE  | 12,6             | 14,7              |
| Christian Leson  | FDP    | 5,0              | 4,9               |
| Marcus Schützek  | AfD    | 6,9              | 6,9               |
| Rolf Kohn        | LINKE  | 2,0              | 2,0               |
| Übrige           | Übrige | 3,4              | 6,9               |

Neben der direktgewählten Abgeordneten Anna Kavena (SPD) schaffte auch Jan Matzoll (Grüne) über die Landesliste seiner Partei den Einzug in den Landtag.

## 2017
Wahlberechtigt waren 90.464 Einwohner.
| Direktkandidat       | Partei  | Erststimmen in % | Zweitstimmen in % |
| -------------------- | ------- | ---------------- | ----------------- |
| Andreas Becker       | SPD     | 38,3             | 36,1              |
| Benno Portmann       | CDU     | 33,0             | 28,3              |
| Rita Magdalena Nowak | GRÜNE   | 4,5              | 4,6               |
| Robin Pötter         | FDP     | 7,9              | 10,2              |
| Tatjana Kordic       | PIRATEN | 1,8              | 1,0               |
| Erich Burmeister     | LINKE   | 6,0              | 5,1               |
| Ulrich Wolinski      | AfD     | 8,5              | 10,3              |
| Übrige               | Übrige  | 0,1              | 4,4               |

Der Wahlkreis wird im Landtag durch den direkt gewählten Wahlkreisabgeordneten Andreas Becker (SPD) vertreten, der das Mandat seit 2005 innehat. Im November 2021 rückte Benno Portmann (CDU) in den Landtag nach.

## 2012
Wahlberechtigt waren 90.464 Einwohner.
| Direktkandidat   | Partei  | Erststimmen in % | Zweitstimmen in % |
| ---------------- | ------- | ---------------- | ----------------- |
| Benno Portmann   | CDU     | 27,4             | 21,6              |
| Andreas Becker   | SPD     | 48,0             | 45,2              |
| Rolf Nowak       | GRÜNE   | 7,9              | 9,6               |
| Christoph Drozda | FDP     | 3,3              | 5,9               |
| Erich Burmeister | LINKE   | 3,5              | 3,1               |
| Mark Spangenberg | PIRATEN | 9,9              | 9,2               |
| –                | Übrige  | –                | 5,5               |

## 2010
Wahlberechtigt waren 91.397 Einwohner.
| Direktkandidat   | Partei     | Erststimmen in % | Zweitstimmen in % |
| ---------------- | ---------- | ---------------- | ----------------- |
| Benno Portmann   | CDU        | 33,9             | 29,8              |
| Andreas Becker   | SPD        | 44,4             | 41,1              |
| Rolf Nowak       | B’90/Grüne | 8,3              | 10,0              |
| Christoph Drozda | FDP        | 3,3              | 4,7               |
| Erich Burmeister | Die Linke  | 7,5              | 7,3               |
| Werner Peters    | pro NRW    | 1,8              | 2,0               |
| Andy Brozik      | BüSo       | 0,8              | 0,1               |
| -                | Sonstige   | -                | 5,0               |

## 2005
Wahlberechtigt waren 93.002 Einwohner.
| Direktkandidat        | Partei        | Stimmen in % |
| --------------------- | ------------- | ------------ |
| Andreas Becker        | SPD           | 44,6         |
| Lothar Hegemann       | CDU           | 39,4         |
| Christoph Drozda      | FDP           | 4,2          |
| Hans-Jürgen Reitmeyer | GRÜNE         | 5,2          |
| Sebastian Vogt        | NPD           | 1,3          |
| Gudrun Erfurt         | PDS           | 1,1          |
| Jürgen Paul           | UNABH. BÜRGER | 0,9          |
| Barbara Leine         | REP           | 0,8          |
| René Splissenbach     | ödp           | 0,2          |

## 2000
Wahlberechtigt waren 93.995 Einwohner.
| Direktkandidat     | Partei | Stimmen in % |
| ------------------ | ------ | ------------ |
| Peter Budschun     | SPD    | 49,2         |
| Lothar Hegemann    | CDU    | 32,8         |
| Monika Steinheuser | GRÜNE  | 6,4          |
| Peter Faßbach      | FDP    | 8,0          |
| Erwin Pietzka      | REP    | 1,6          |

## Wahlkreissieger
| Jahr | Wahlkreisname           | Gebiet                           | Direktmandat     | Partei |
| ---- | ----------------------- | -------------------------------- | ---------------- | ------ |
| 1947 | 93 Recklinghausen-Stadt | Kreisfreie Stadt Recklinghausen  | Paul Rhode       | SPD    |
| 1950 | 93 Recklinghausen-Stadt | Kreisfreie Stadt Recklinghausen  | Josef Hellermann | CDU    |
| 1954 | 93 Recklinghausen-Stadt | Kreisfreie Stadt Recklinghausen  | Josef Hellermann | CDU    |
| 1958 | 93 Recklinghausen-Stadt | Kreisfreie Stadt Recklinghausen  | Heinrich Pardon  | SPD    |
| 1962 | 93 Recklinghausen-Stadt | Kreisfreie Stadt Recklinghausen  | Heinrich Pardon  | SPD    |
| 1966 | 96 Recklinghausen-Stadt | Kreisfreie Stadt Recklinghausen  | Heinrich Pardon  | SPD    |
| 1970 | 96 Recklinghausen-Stadt | Kreisfreie Stadt Recklinghausen  | Helmut Frohne    | SPD    |
| 1975 | 96 Recklinghausen-Stadt | Kreisfreie Stadt Recklinghausen  | Helmut Pardon    | SPD    |
| 1980 | 85 Recklinghausen V     | Recklinghausen                   | Helmut Pardon    | SPD    |
| 1985 | 85 Recklinghausen V     | Recklinghausen                   | Helmut Marmulla  | SPD    |
| 1990 | 85 Recklinghausen V     | Recklinghausen                   | Helmut Marmulla  | SPD    |
| 1995 | 85 Recklinghausen V     | Recklinghausen                   | Peter Budschun   | SPD    |
| 2000 | 81 Recklinghausen I     | Recklinghausen                   | Peter Budschun   | SPD    |
| 2005 | 69 Recklinghausen I     | Recklinghausen                   | Andreas Becker   | SPD    |
| 2010 | 69 Recklinghausen I     | Recklinghausen                   | Andreas Becker   | SPD    |
| 2012 | 69 Recklinghausen I     | Recklinghausen                   | Andreas Becker   | SPD    |
| 2017 | 69 Recklinghausen I     | Recklinghausen                   | Andreas Becker   | SPD    |
| 2022 | 69 Recklinghausen I     | Recklinghausen, Oer-Erkenschwick | Anna Kavena      | SPD    |